# 사진기

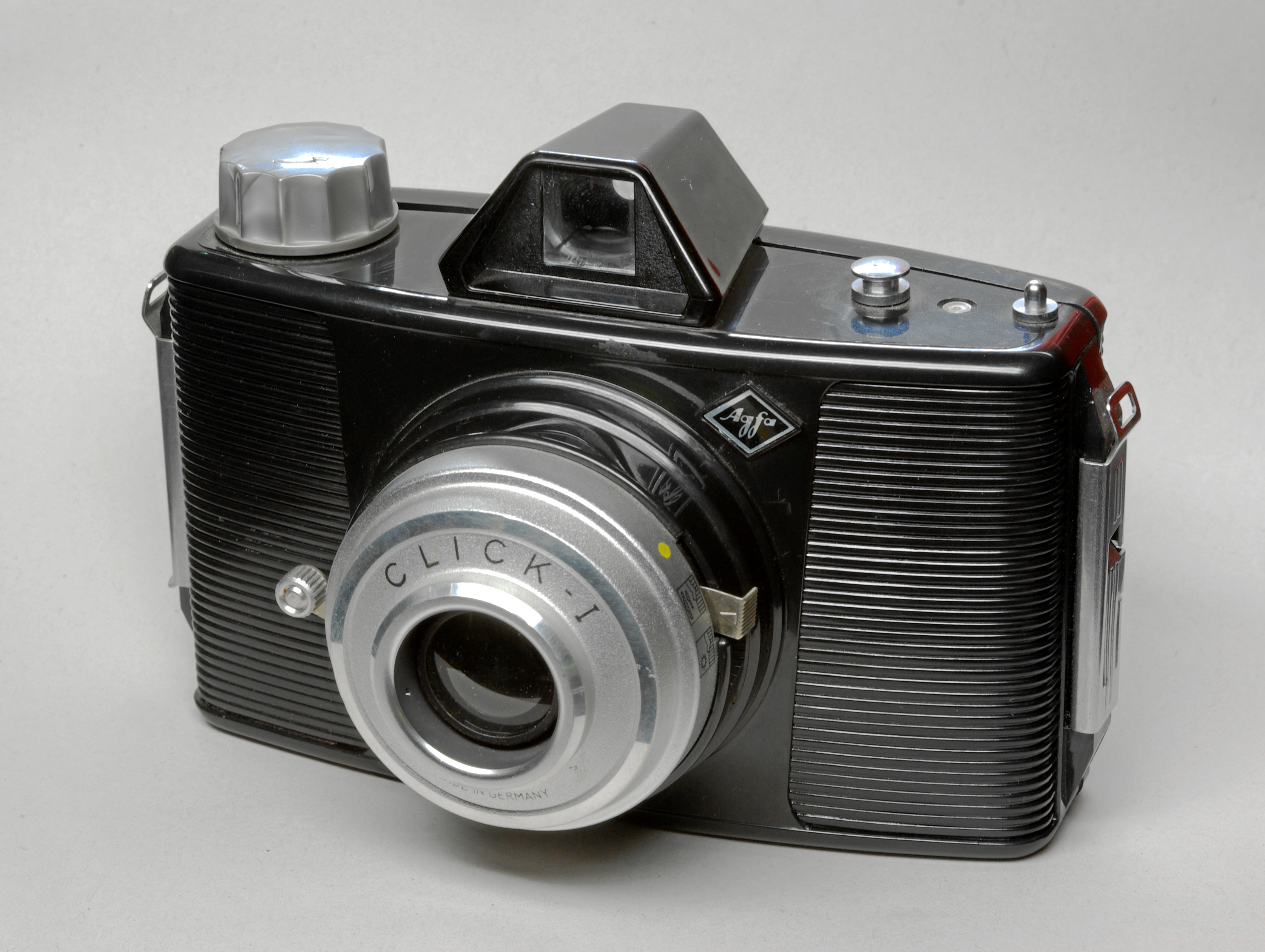
사진기의 모습

사진기(寫眞機) 또는 촬영기(撮影機) 혹은 카메라(Camera)는 빛을 이용하여 그림을 촬영하여 이미지를 기록하는 도구이다. 이렇게 촬영되어 만들어진 이미지를 사진이라 한다. 촬영된 이미지를 한 장씩 인화하여 스틸 사진으로 제작하기도 하고, 여러 장의 촬영된 이미지를 이용하여 영화와 같이 동영상을 제작하기도 한다. 카메라는 가시광선을 이용하여 이미지를 만드는 것이 일반적이나 엑스선 촬영, 적외선 촬영, 자외선 촬영과 같이 전자기파 영역의 비가시광선을 이용하기도 한다.
최초의 영속적인 사진은 1825년 조제프 니세포르 니에프스에 의해 만들어졌다.

## 역사

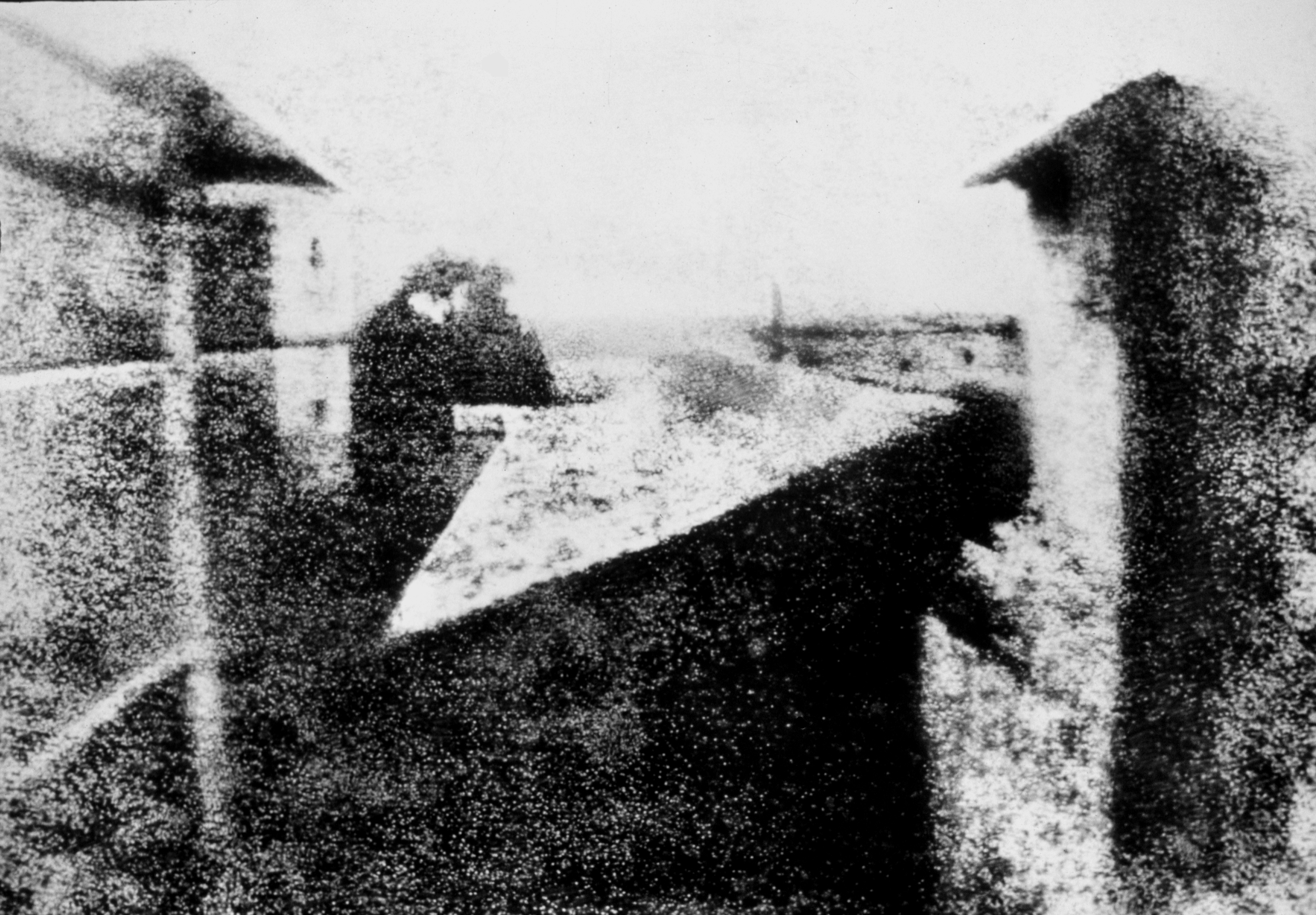
최초의 사진

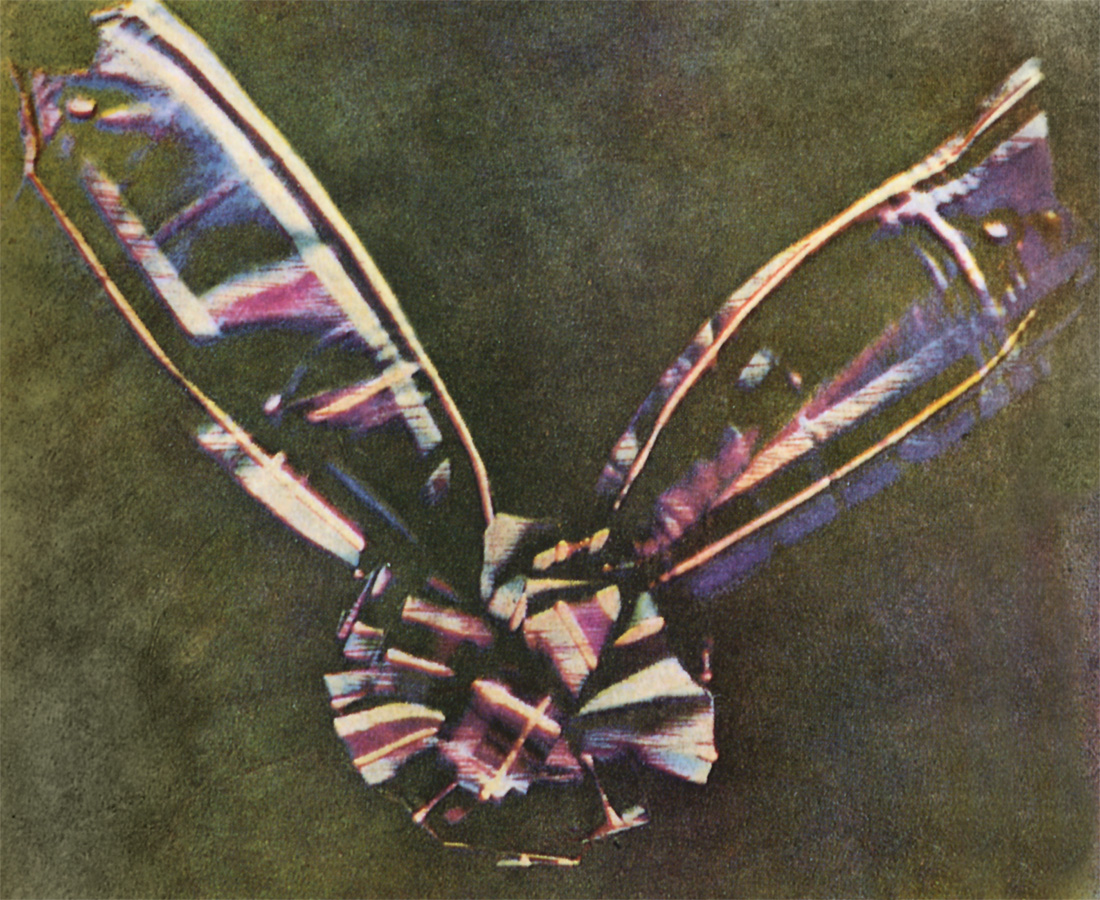
최초의 컬러 사진. 1861년 제임스 클러크 맥스웰이 토머스 서튼의 도움을 받아 촬영하였다.

영어의 카메라라는 말은 카메라 옵스큐라(Camera obscura, 라틴어로 어두운 방을 뜻함)에서 온 용어이다. 카메라 옵스큐라의 원형은 어두운 공간의 한 쪽 벽면에 작은 구멍을 뚫고 구멍의 반대 쪽 벽면에 카메라 외부의 풍경을 투사시켜 개기일식을 관찰할 때 이용하였다. 카메라 옵스큐라는 레오나르도 다 빈치가 고안하였다고 했지만 게른새임의 설명은 베이컨이 알고 있었다고 하고 일식등을 관찰했다고 한다. 또 포르타가 1558년 자연의 마술이라는 저서에서 카메라 옵스큐라를 이용하여 화가들이 그림을 그리는 도구로 사용하기도 하였다.
최초의 실용적인 사진기는 독일의 요한 잔에 의해 1685년 개발되었으며 가지고 다닐 수 있을 정도로 작았다. 이는 사진기가 실제 사람들 사이에서 사용되기까지 약 120년 전의 일이다. 최초의 사진기들은 잔의 발명품과 유사한 것들로 촬상부가 있는 상자를 앞뒤로 이동시켜 초점을 맞추었으며 이미지 기록을 위해 감광판을 빛에 노출시키는 방식이었다. 1839년 구리 판을 이용한 루이 다게레의 다게레오타이프 촬영술이 발명되어 대중에게 널리 사용되었다. 1841년에는 윌리엄 폭스 탤벗이 종이에 이미지를 기록하는 캘러타이프 촬영술을 발명하였다.
최초로 인화된 사진은 조제프 니세포어 니엡스가 루이 다게레와 공동 제작한 사진기를 이용하여 1826년 촬영한 것이다.(그림 참조) 최초의 사진은 은과 석회의 혼합물로 촬상하여 구리판에 정착시켜 인화하였다. 1850년 프레드릭 스코트 아처가 콜로디움을 이용한 습식 촬영술을 발명하였다. 이 방식은 이동할 수 있는 작은 암실에서 콜로디움 막을 이용하여 유리에 촬상하고 인화하는 것이었다. 습식 판을 이용한 촬영은 복잡한 촬영술이었지만 19세기 중엽 습식 촬영술인 엠블로타입 촬영술과 틴타입 촬영술은 광범위하게 퍼져나갔다.
사진기는 역사에 많은 영향을 끼쳤는데 사진기를 통해 참혹한 현실을 전달한다는지 같은 거로 말이다. 예를 들어, 벨기에의 식민지 콩고에서는 할당량 미만의 고무를 채집할 때 가혹한 학대를 했고, 어떤 사람이 이를 사진기로 찍어 세상에 알렸다. 이를 통해, 레오폴드 2세는 콩고에서 그런 짓을 벌일 수 없게 되었다.
21세기에는 디지털 카메라가 대중화되고 센서 기술이 크게 발전했다. 스마트폰에 카메라가 도입되면서 사진 촬영이 일상화되면서 큰 혁명이 일어났다. 이 세기는 또한 알고리즘과 AI를 사용하여 이미지 품질을 향상시키는 컴퓨팅 사진의 부상을 기념했다. 저조도 및 HDR 사진, 광학 이미지 안정화, 깊이 감지와 같은 기능이 스마트폰 카메라에서 보편화되었다.

## 카메라 역학(기계학)
대부분의 카메라는 가시 스펙트럼에서 빛을 포착하는 반면, 특수 카메라는 적외선과 같은 전자기 스펙트럼의 다른 부분을 포착한다.:vii
모든 카메라는 동일한 기본 설계를 사용한다. 빛은 수렴 렌즈 또는 볼록 렌즈를 통해 밀폐된 상자 안으로 들어가고 이미지는 빛에 민감한 매체에 기록된다. 셔터 메커니즘은 빛이 카메라로 들어오는 시간을 제어한다.:1182–1183
대부분의 카메라에는 또한 초점, 조리개 및 셔터 속도의 다양한 조합을 조정하는 수단과 함께 녹화할 장면을 보여주는 뷰파인더가 있다.:4

### 노출 제어
조리개
빛은 조리개 고리라고 불리는 겹쳐진 판에 의해 조정된 개구부를 통해 카메라로 들어간다. 일반적으로 렌즈에 위치하며, 이 개구부는 필름 또는 센서에 부딪히는 빛의 양을 변경하기 위해 넓히거나 좁힐 수 있다. 조리개 크기는 렌즈를 회전하거나 다이얼을 조정하여 수동으로 설정하거나 내부 조도계의 판독값을 기반으로 자동으로 설정할 수 있다.
조리개가 조정되면 개구부가 'f-stops'라고 불리는 증분으로 확장 및 수축된다. f-stop이 작을수록 렌즈에 더 많은 빛이 들어오게 되어 노출이 증가한다. 일반적으로 f-stops의 범위는 f/1.4에서 f/32이며 표준 증분은 1.4, 2, 2.8, 4, 5.6, 8, 11, 16, 22 및 32이다. 카메라로 들어오는 빛은 증가할 때마다 절반으로 줄어든다.
낮은 f-stops에서 더 넓은 개구부는 초점 범위를 좁혀서 전경이 초점에 있는 동안 배경이 흐릿하게 된다. 이 필드의 깊이는 조리개가 닫힘에 따라 증가한다. 조리개가 좁으면 필드 깊이가 높아진다. 즉, 카메라에서 멀리 떨어져 있는 물체가 초점에 있는 것처럼 보인다. 허용 가능한 초점은 혼란의 원, 사진 기법, 사용 중인 장비 및 최종 이미지에 예상되는 확대 정도에 의해 결정된다.

셔터
셔터는 조리개와 함께 카메라로 들어오는 빛의 양을 조절하는 두 가지 방법 중 하나이다. 셔터는 빛에 민감한 표면이 빛에 노출되는 기간을 결정한다. 셔터가 열리고, 빛이 카메라로 들어와 필름이나 센서를 빛에 노출시킨 다음, 셔터가 닫힌다.
기계식 셔터에는 잎 모양 셔터와 초점면 셔터의 두 가지 유형이 있다. 리프 타입은 셔터가 해제될 때 빠르게 개폐되는 렌즈 내부 또는 바로 뒤에서 스프링 장력으로 유지되는 원형 조리개를 사용한다.
보다 일반적으로 초점면 셔터가 사용된다. 이 셔터는 필름 평면 가까이에서 작동하며 금속판 또는 천 커튼을 사용하여 빛에 민감한 표면을 통과한다. 커튼 또는 플레이트에는 노출 중에 필름 평면을 가로질러 당겨지는 개구부가 있다. 초점면 셔터는 일반적으로 (렌즈를 통과하는 빛을 차단하는 대신) 필름을 덮으면 노출 자체를 제외하고 항상 렌즈를 통해 이미지를 볼 수 있기 때문에 SLR(Single-Lens Reflex) 카메라에 사용된다. 필름을 덮으면 많은 SLR에 교체 가능한 렌즈가 있기 때문에 로드된 카메라에서 렌즈를 쉽게 제거할 수 있다.
디지털 카메라는 스마트폰 카메라에서 흔히 볼 수 있는 기계식 또는 전자식 셔터를 사용할 수 있다. 전자 셔터는 전체 센서의 데이터를 동시에 기록하거나(글로벌 셔터) 센서를 가로질러 한 줄씩 기록한다(롤링 셔터). 무비 카메라에서 회전 셔터는 필름의 각 프레임의 진행에 맞춰 열리고 닫힌다.
셔터가 열리는 기간을 셔터 속도 또는 노출 시간이라고 한다. 일반적인 노출 시간은 1초에서 1/1,000초 사이일 수 있지만, 더 길고 짧은 시간은 드물지 않다. 사진 촬영의 초기 단계에서, 노출은 종종 몇 분 정도였다. 이러한 긴 노출 시간은 노출 기간 동안 단일 개체가 단일 이미지의 여러 위치에 기록되기 때문에 종종 흐릿한 이미지를 초래했다. 이를 방지하기 위해 더 짧은 노출 시간을 사용할 수 있다. 노출 시간이 매우 짧으면 빠르게 움직이는 동작을 캡처하고 모션 블러를 제거할 수 있다. 그러나 노출 시간이 짧으면 적절하게 노출된 이미지를 생성하기 위해 더 많은 빛이 필요하므로 노출 시간을 단축하는 것이 항상 가능한 것은 아니다.
조리개 설정과 마찬가지로 노출 시간은 2의 거듭제곱으로 증가한다. 두 가지 설정은 노출 중에 기록되는 빛의 양을 측정하는 노출 값(EV)을 결정한다. 노출 시간과 조리개 설정 사이에는 직접적인 관계가 있으므로 노출 시간이 한 단계 길어지지만 조리개 개방도 한 단계 좁아지면 필름이나 센서에 닿는 빛의 양이 동일하다.

광도계

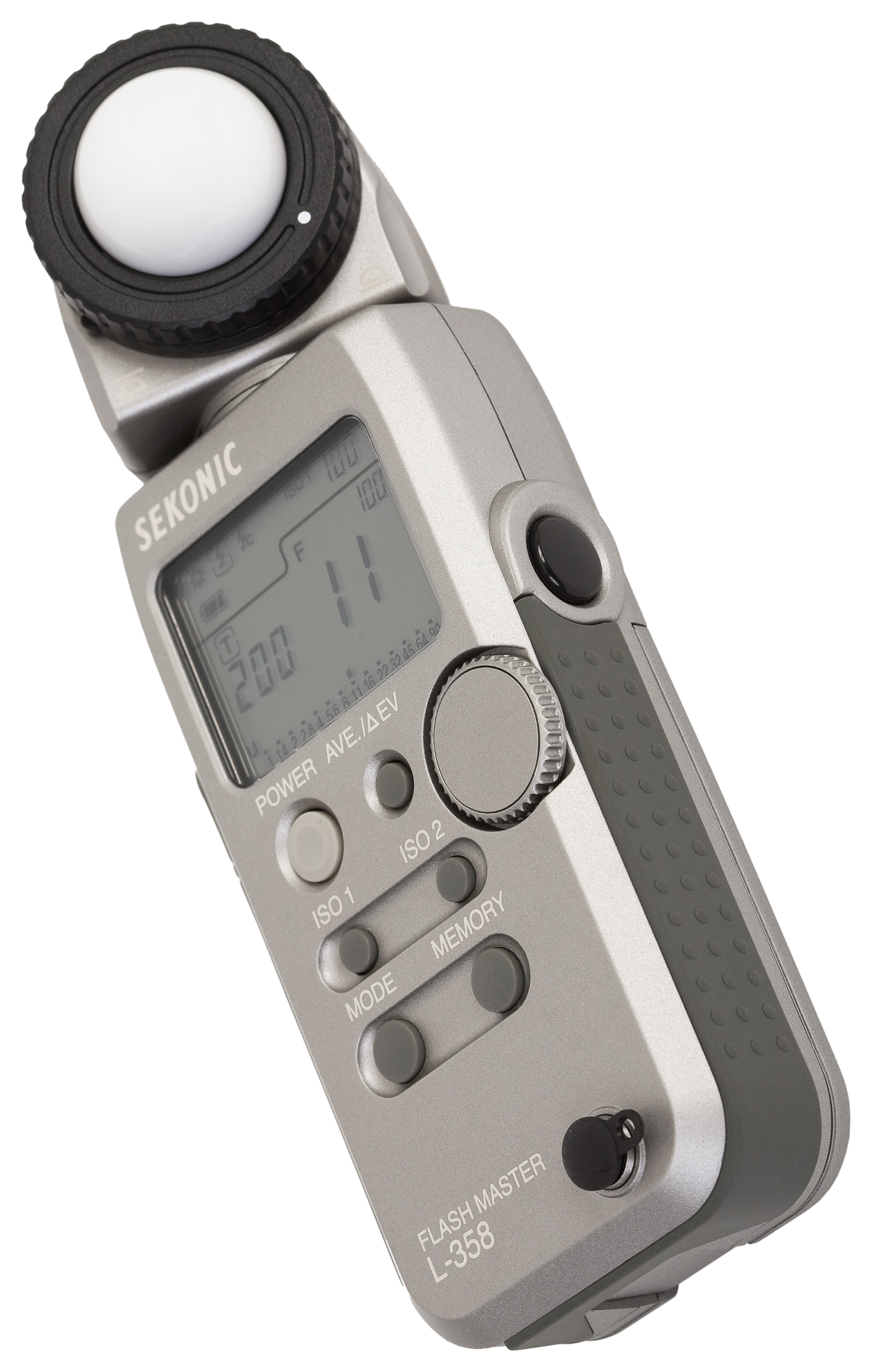
ISO 100에서 f/11의 조리개에서 1/200의 노출을 보여주는 휴대용 디지털 광도계. 광센서는 흰색 확산 반구 아래 맨 위에 있다.

대부분의 현대 카메라에서 카메라로 들어오는 빛의 양은 내장된 광도계 또는 노출계를 사용하여 측정된다. 렌즈(TTL 미터링이라고 함)를 통해 측정되는 이러한 판독값은 감광성 반도체 패널을 사용하여 측정된다. 최적 노출 설정을 계산하는 데 사용된다. 이러한 설정은 일반적으로 판독값이 카메라의 마이크로프로세서에서 사용될 때 자동으로 결정된다. 광도계의 판독값은 조리개 설정, 노출 시간, 필름 또는 센서 감도와 통합되어 최적의 노출을 계산한다. 
광도계는 일반적으로 한 장면의 빛을 18% 중간 회색으로 평균화한다. 고급 카메라는 프레임의 중심을 더 무겁게 측정하거나(중심 가중치 측정), 이미지 전체의 빛 차이를 고려하거나(매트릭스 측정), 이미지 내의 특정 지점에서 사진가가 빛을 측정할 수 있도록(스폿 측정) 등 측정 기능이 더 정교하다.

### 렌즈
카메라 렌즈는 일반적으로 고품질 유리로 만들어진 여러 광학 요소의 집합체이다. 그것의 주요 기능은 빛을 카메라의 필름이나 디지털 센서에 초점을 맞추어 이미지를 생성하는 것이다. 이 프로세스는 이미지 품질, 사진의 전체적인 모양 및 장면의 어떤 부분에 초점을 맞추는지에 상당한 영향을 미친다.
카메라 렌즈는 일련의 렌즈 요소로 구성되며, 빛에 민감한 표면에 정확하게 이미지를 형성하도록 배열된 작은 유리 조각으로 구성된다. 각 요소는 색수차(렌즈가 모든 색을 같은 지점에 집중시키지 못함), 비그네트(이미지 모서리가 어두워짐) 및 왜곡(이미지가 구부러지거나 뒤틀림)과 같은 광학적 이상 또는 왜곡을 줄이도록 설계되었다. 이러한 왜곡의 정도는 사진의 주제에 따라 다를 수 있다.
밀리미터 단위로 측정된 렌즈의 초점 길이는 카메라가 촬영할 수 있는 장면의 양과 물체가 얼마나 커 보이는지를 결정하기 때문에 중요한 역할을 한다. 광각 렌즈는 장면의 넓은 시야를 제공하는 반면, 망원 렌즈는 더 좁은 시야를 포착하지만 물체를 확대한다. 초점 거리는 또한 휴대용 선명한 사진 촬영의 용이성에 영향을 미치며, 더 긴 길이는 작은 카메라 움직임으로 인한 흐릿함을 방지하는 것을 더 어렵게 만든다.
두 가지 주요 렌즈 유형에는 줌 렌즈와 프라임 렌즈가 있다. 줌 렌즈는 특정 범위 내에서 초점 거리를 변경할 수 있어 카메라를 이동하거나 렌즈를 변경하지 않고도 장면 캡처를 조정할 수 있는 편리함을 제공한다. 대조적으로, 주 렌즈는 고정된 초점 길이를 가지고 있다. 유연성이 떨어지지만 프라임 렌즈는 종종 우수한 이미지 품질을 제공하고 일반적으로 더 가볍고 저조도에서 더 나은 성능을 발휘한다.
초점은 다양한 거리에서 피사체의 이미지를 선명하게 하기 위해 렌즈 요소를 조정하는 것을 포함한다. 초점은 렌즈의 초점 링을 통해 조정되며, 이는 센서에서 렌즈 요소를 더 가깝게 또는 더 멀리 이동시킨다. 자동 초점은 많은 렌즈에 포함된 기능으로, 렌즈 내 모터를 사용하여 렌즈의 대비 또는 위상 차이 감지를 기반으로 빠르고 정확하게 초점을 조정한다. 이 기능은 렌즈 본체의 스위치를 사용하여 활성화하거나 비활성화할 수 있다.
고급 렌즈에는 카메라 흔들림에 대응하기 위해 렌즈 요소 또는 이미지 센서 자체를 움직이는 기계적 이미지 안정화 시스템이 포함될 수 있으며, 특히 저조도 조건이나 느린 셔터 속도에서 유용하다. 렌즈 후드, 필터 및 캡은 이미지 품질을 향상시키고 렌즈를 보호하거나 특정 효과를 얻기 위해 렌즈와 함께 사용되는 액세서리이다.

### 뷰파인더
카메라의 뷰파인더는 센서나 필름에 의해 포착될 것에 대한 실시간 근사치를 제공한다. 사진작가가 사진의 구성, 조명 및 노출을 조정하고 조정하여 최종 이미지의 정확도를 높인다.
뷰파인더는 광학식과 전자식의 두 가지 주요 범주로 나뉜다. SLR(Single-Lens Reflex) 카메라에서 흔히 볼 수 있는 광학 뷰파인더는 렌즈에서 뷰파인더로 빛을 반사하기 위해 미러 또는 프리즘 시스템을 사용하여 장면을 명확하고 실시간으로 볼 수 있다. 미러리스 카메라에서 일반적으로 사용되는 전자 뷰파인더는 전자 이미지를 작은 디스플레이에 투사하여 실시간 노출 미리 보기 및 히스토그램과 같은 광범위한 정보를 제공한다. 특수 뷰파인더 시스템은 스파이 활동이나 수중 사진 촬영을 위한 초소형 카메라와 같은 특정 애플리케이션을 위해 존재한다.
뷰파인더와 렌즈 축 사이의 정렬 오류로 인해 발생하는 시차 오류로 인해 피사체의 위치가 부정확하게 표시될 수 있다. 먼 피사체에서는 무시할 수 있지만 가까운 피사체에서는 이 오류가 두드러진다. 일부 뷰파인더에는 이 문제를 완화하기 위해 시차 보정 장치가 포함되어 있다.

### 필름 및 센서
카메라의 이미지 캡처는 빛이 감광성 표면(사진 필름 또는 디지털 센서)에 닿을 때 발생한다. 필름 또는 센서는 카메라 본체 내에 내장되어 셔터가 잠깐 열렸을 때 빛의 패턴을 기록하여 노출 중에 빛이 통과할 수 있도록 한다.
필름 카메라에 필름을 로드하는 것은 수동 프로세스이다. 일반적으로 카트리지에 들어 있는 필름은 카메라의 지정된 슬롯에 로드된다. 필름 스트립의 한쪽 끝인 필름 리더는 수동으로 와인딩 스풀에 나사로 연결된다. 카메라 후면이 닫히면 필름 진행 레버 또는 노브를 사용하여 필름이 올바르게 배치되도록 한다. 그런 다음 카메라에 따라 필름을 수동으로 감거나 자동으로 감아서 필름의 빈 부분을 빛의 경로에 배치한다. 사진이 촬영될 때마다 필름 진행 메커니즘은 노출된 필름을 밖으로 이동시켜 다음 촬영을 위해 노출되지 않은 새로운 필름 부분을 위치로 가져온다.
필름의 동일한 부분이 두 번 빛에 노출되어 중복된 이미지가 발생하는 이중 노출을 방지하려면 각 촬영 후 필름을 진행해야 한다. 필름 롤의 모든 프레임이 노출되면 필름이 카트리지로 다시 감겨져 현상을 위해 카메라에서 제거될 준비가 된다.
디지털 카메라에서 센서는 일반적으로 CCD(Charge-Coupled Device) 또는 CMOS(Complementary Metal-Oxide-Semiconductor) 칩으로 구성되며, 두 칩 모두 들어오는 빛을 전하로 변환하여 디지털 이미지를 형성한다. CCD 센서는 전력 집약적이지만 뛰어난 광 감도와 이미지 품질로 인정받고 있다. 반대로 CMOS 센서는 개별 픽셀 판독값을 제공하여 전력 소비가 적고 프레임 속도가 빨라지며 시간이 지남에 따라 이미지 품질이 크게 향상된다.
디지털 카메라는 빛을 직접 처리하고 저장할 수 있는 전자 데이터로 변환한다. 생성되는 데이터의 양은 센서의 크기와 속성에 따라 결정되므로 Compact Flash, Memory Sticks 및 SD(Secure Digital) 카드와 같은 스토리지 미디어가 필요하다.[13] 현대 디지털 카메라에는 일반적으로 즉시 이미지 검토 및 조정을 위한 내장 모니터가 있다. 또한 디지털 이미지는 컴퓨터에 의해 보다 쉽게 처리되고 조작되므로 기존 필름에 비해 유연성 및 후처리 잠재력 측면에서 상당한 이점을 제공한다.

### 카메라 액세서리
플래시
플래시는 노출 중에 밝은 빛의 짧은 버스트를 제공하며 사진에서 일반적으로 사용되는 인공 광원이다. 대부분의 최신 플래시 시스템은 가스가 채워진 튜브를 통해 배터리로 구동되는 고전압 방전을 사용하여 매우 짧은 시간(1/1,000초 이하) 동안 밝은 빛을 생성한다.
많은 플래시 장치는 플래시에서 반사되는 빛을 측정하여 플래시의 적절한 지속 시간을 결정하는 데 도움이 된다. 플래시를 카메라에 직접 연결하거나(일반적으로 카메라 상단의 슬롯(플래시 슈 또는 핫 슈) 또는 케이블을 통해) 카메라의 셔터를 활성화하면 플래시가 트리거되며 카메라의 내부 조도계가 플래시의 지속 시간을 결정하는 데 도움이 될 수 있다.
추가 플래시 장비에는 광 확산기, 마운트 및 스탠드, 리플렉터, 소프트 박스, 트리거 및 코드가 포함될 수 있다.

기타 부속품
카메라용 액세서리는 주로 관리, 보호, 특수 효과 및 기능에 사용된다.
- 렌즈 후드: 눈부심과 렌즈 플레어를 방지하기 위해 태양 또는 기타 광원을 차단하기 위해 렌즈 끝에 사용된다(무광 상자 참조).

- 렌즈 캡: 사용하지 않을 때 카메라 렌즈를 덮고 보호한다.

- 렌즈 어댑터: 카메라가 설계된 렌즈 이외의 렌즈를 사용할 수 있다.

- 필터: 인공 색상을 허용하거나 광 밀도를 변경한다.

- 렌즈 연장 튜브: 매크로 사진 촬영에서 가까운 초점을 허용한다.

- 관리 및 보호: 카메라 케이스 및 커버, 유지 관리 도구 및 스크린 프로텍터를 포함한다.

- 카메라 모니터: 더 밝고 다채로운 화면으로 구성을 카메라 밖에서 볼 수 있으며, 일반적으로 프레임 가이드, 포커스 피킹, 얼룩말 줄무늬, 파형 모니터(종종 "RGB 퍼레이드"), 벡터 스코프 및 거짓 색상과 같은 고급 도구를 노출하여 사진가에게 중요한 이미지 영역을 강조한다.

- 삼각대: 주로 비디오 녹화, 장시간 노출 및 시간 경과 사진 촬영 동안 카메라를 안정적으로 유지하는 데 사용된다.

- 현미경 어댑터: 현미경이 검사하는 것을 사진하기 위해 카메라를 현미경에 연결하는 데 사용된다.

- 케이블 해제: 케이블을 통해 카메라에 연결할 수 있는 원격 셔터 버튼을 사용하여 셔터를 원격으로 제어하는 데 사용된다. 원하는 기간 동안 셔터를 열어 잠그는 데 사용할 수 있으며, 카메라에 내장된 셔터 버튼을 카메라 흔들림이 누르는 것을 방지하는 데도 일반적으로 사용된다.

- 결로 방지: 렌즈에 습기가 차는 것을 방지한다.

- UV 필터: 이미지 품질에 미치는 영향을 최소화하면서 스크래치, 균열, 얼룩, 먼지, 습기로부터 렌즈의 전면 요소를 보호할 수 있다.

- 배터리와 때때로 충전기.

대형 포맷 카메라는 확대경 루페, 뷰 파인더, 각도 파인더 및 포커스 레일/트럭을 포함하는 특수 장비를 사용한다. 일부 전문가용 SLR에는 눈 높이 또는 허리 높이 초점 맞추기, 초점 맞추기 화면, 눈 컵, 데이터 백, 필름 운반용 모터 드라이브 또는 외장 배터리 팩을 위한 호환 가능한 파인더가 제공될 수 있다.

## 기본 유형

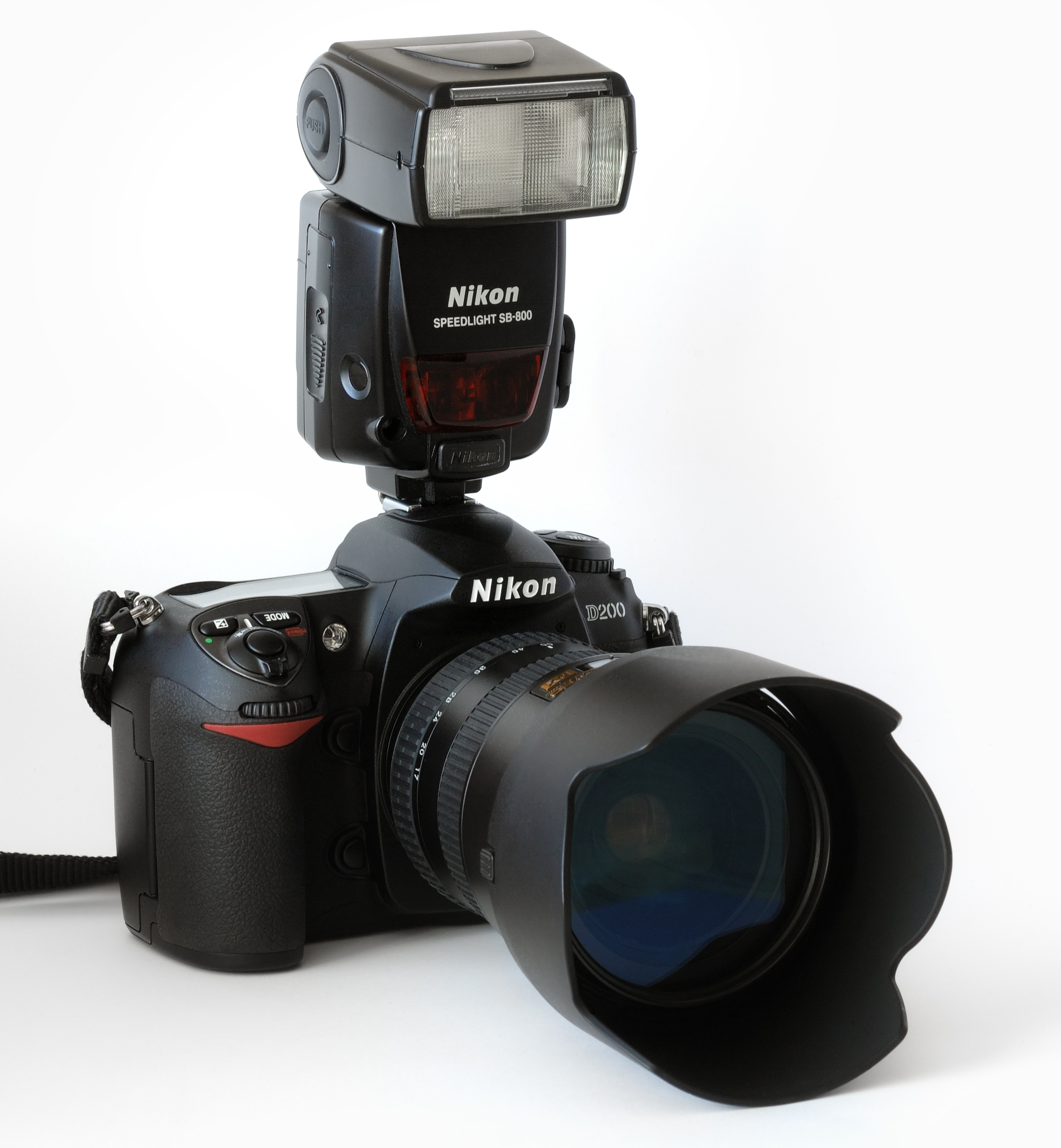
니콘 D200 전면(일명)

### SLR 카메라
사진술에서, SLR(Single-lens reflex camera)은 이미지를 합성하고 초점을 맞추기 위해 셔터를 내리기 전에 렌즈에서 뷰파인더로 빛을 리디렉션하는 거울을 제공한다. 셔터가 해제되면 미러가 위아래로 흔들리며 사진 매체의 노출을 허용하고 노출이 완료된 후 즉시 복귀한다. 1954년 이전의 어떤 SLR 카메라도 이러한 기능을 가지고 있지 않았지만, 일부 초기 SLR 카메라의 미러는 셔터 릴리즈에 가해지는 힘에 의해 완전히 작동되었으며 손가락 압력이 해제될 때만 반환되었다. 1954년 일본 회사 아사히(펜탁스)가 출시한 아사히 플렉스 II는 인스턴트 리턴 미러가 장착된 세계 최초의 SLR 카메라였다.
일안 반사식 카메라에서, 사진사는 카메라 렌즈를 통해 그 장면을 본다. 이렇게 하면 뷰파인더 또는 뷰파인더가 촬영 렌즈와 분리될 때 발생하는 시차 문제를 피할 수 있다. 일안 반사식 카메라는 시트 필름 5x7" 및 4x5", 롤 필름 220/120, 120롤에 8, 10, 12 또는 16장의 사진을 촬영하는 롤 필름 220/120, 220 필름의 두 배의 형식으로 제작되었다. 이 값은 각각 6x9, 6x7, 6x6 및 6x4.5에 해당한다(모든 치수는 cm 단위). 대형 포맷 및 롤 필름 SLR 카메라 제조업체로는 브로니카, 그라플렉스, 하셀블라드, 갈매기, 마미야, 펜탁스 등이 있다. 그러나 SLR 카메라의 가장 일반적인 형식은 35mm이며, 이후 거의 동일한 크기의 본체를 사용하고 때로는 동일한 렌즈 시스템을 사용하는 디지털 SLR 카메라로 전환되었다.
거의 모든 SLR 카메라는 광학 경로에 전면 미러를 사용하여 렌즈에서 나오는 빛을 보기 화면과 펜타프리즘을 통해 접안 렌즈로 보낸다. 노출 시, 셔터가 열리기 전에 미러가 빛의 경로 밖으로 뒤집힌다. 일부 초기 카메라는 캐논 펠릭스와 같이 반투명 펠리클을 사용하는 것과 Corfield Periflex 시리즈와 같이 작은 잠망경을 사용하는 것을 포함하여 렌즈를 통한 시야를 제공하는 다른 방법을 실험했다.

### 대형 카메라
시트 필름을 촬영하는 대형 카메라는 초기 판형 카메라의 직접적인 계승자이며 고품질 사진과 기술, 건축 및 산업 사진에 사용되었다. 일반적으로 세 가지 유형이 있다. 모노레일 및 필드 카메라 모델이 있는 뷰 카메라와 프레스 카메라이다. 그들은 렌즈와 셔터가 전면의 렌즈 플레이트에 장착된 신축성 벨로우즈를 가지고 있다. 표준 다크 슬라이드 백 외에도 롤 필름을 사용하는 백 및 이후의 디지털 백을 사용할 수 있다. 이 카메라들은 초점과 원근법을 매우 가깝게 제어할 수 있는 광범위한 움직임을 가지고 있다. 합성 및 초점 조정은 필름으로 대체된 지면 유리 스크린을 보고 노출 카메라에서 수행된다. 정적 피사체에만 적합하고 사용 속도가 느리다.

판형 카메라

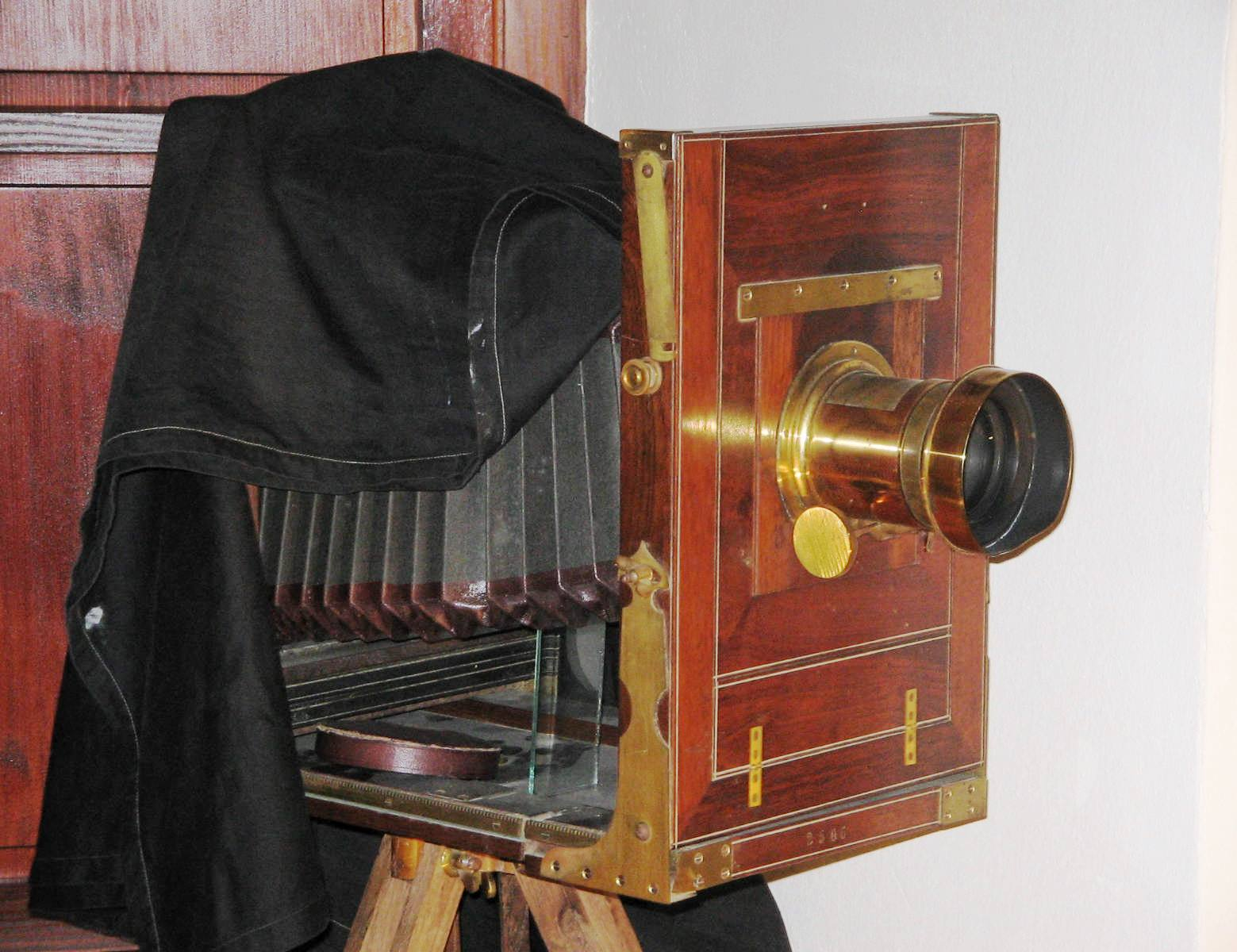
초점 조절을 위한 벨로우즈가 있는 19세기 스튜디오 카메라

대량 생산된 최초의 카메라는 감광 유리판을 사용한 판형 카메라였다. 연장 가능한 벨로우즈에 의해 플레이트로부터 분리된 렌즈 보드에 장착된 렌즈에 빛이 들어갈 수 있다. 유리판을 위한 간단한 박스 카메라뿐만 아니라 렌즈 교환이 가능한 일안 반사식 카메라와 심지어 컬러 사진(오토크롬 뤼미에르)도 있었다. 이 카메라들 중 다수는 원근법을 제어하기 위해 렌즈를 앞이나 뒤로 올리고 내리고 기울이는 컨트롤을 가지고 있었다. 이러한 판형 카메라의 초점은 초점에 접지 유리 스크린을 사용하는 것이었다. 렌즈 디자인이 다소 작은 조리개 렌즈만을 허용했기 때문에, 지상 유리 스크린의 이미지는 희미했고 대부분의 사진가들은 초점과 구도가 더 빨리 수행될 수 있도록 머리를 덮을 어두운 천을 가지고 있었다. 초점과 구성이 만족스러우면, 접지 유리 스크린을 제거하고, 감광판을 어두운 슬라이드로 보호된 위치에 놓았다. 노출을 위해, 어두운 하강을 조심스럽게 미끄러뜨리고 셔터를 연 다음, 닫히고 어두운 하강을 대체했다.
유리판은 나중에 시트 필름을 위한 어두운 슬라이드에서 시트 필름으로 대체되었다. 어댑터 슬리브는 플레이트 홀더에 시트 필름을 사용할 수 있도록 만들어졌다. 접지 유리 외에도, 간단한 광학 뷰파인더가 종종 장착되었다.

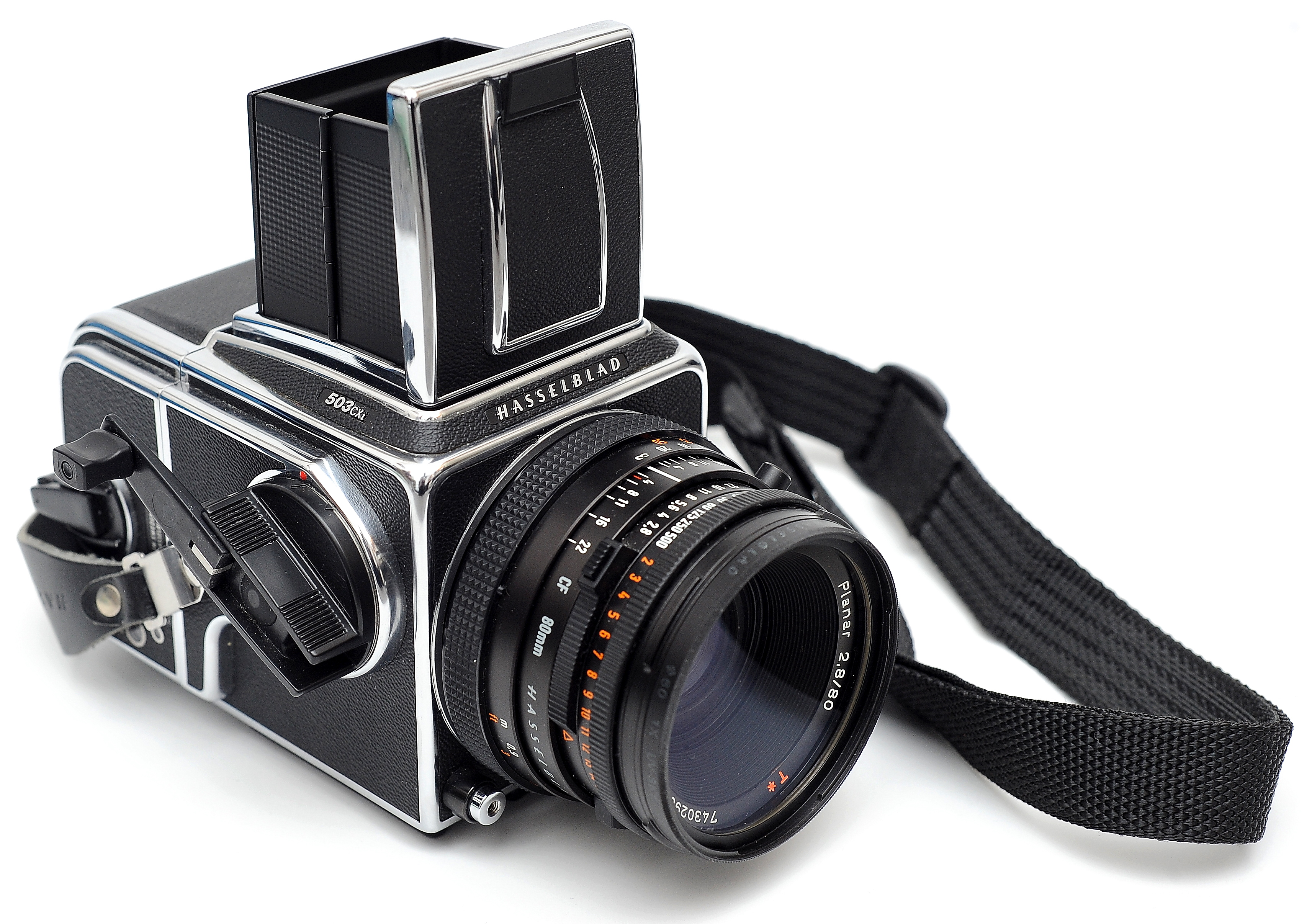
하셀블라드 503

### 중형 카메라
중형 카메라는 대형 카메라와 소형 35mm 카메라 사이에 필름 크기가 있다. 일반적으로 이러한 시스템은 120 또는 220 롤 필름을 사용한다. 가장 일반적인 이미지 크기는 6x4.5cm, 6x6cm 및 6x7cm이다. 이전의 6x9cm는 거의 사용되지 않는다. 이런 종류의 카메라의 디자인은 모노레일 시스템에서부터 별도의 후면이 있는 고전적인 하셀블라드 모델, 더 작은 거리 측정기 카메라에 이르기까지 그들의 큰 형제들보다 더 큰 변화를 보여준다. 이 형식의 소형 아마추어 카메라도 있다.

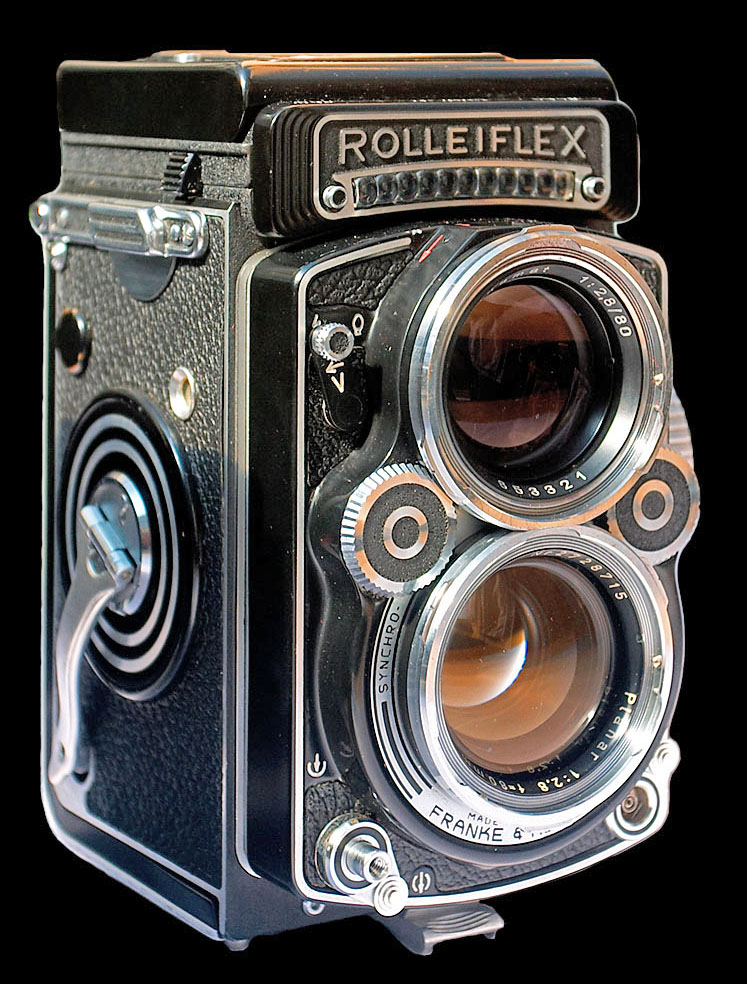
트윈 렌즈 반사식 카메라
트윈 렌즈 반사 카메라는 한 쌍의 거의 동일한 렌즈를 사용했다. 하나는 이미지를 형성하기 위한 렌즈이고 다른 하나는 뷰파인더이다. 렌즈는 촬영 렌즈 바로 위에 시야 렌즈와 함께 배치되었다. 뷰잉 렌즈는 위에서 볼 수 있는 뷰잉 스크린에 이미지를 투영한다. Mamiya와 같은 일부 제조업체는 또한 카메라를 사용할 때 눈에 고정할 수 있도록 보기 화면에 부착할 반사 헤드를 제공했다. TLR의 장점은 보기 화면을 사용하여 쉽게 초점을 맞출 수 있고 대부분의 상황에서 보기 화면에 표시되는 보기가 필름에 기록된 보기와 동일하다는 것이다. 그러나 가까운 거리에서 시차 오류가 발생했으며 일부 카메라에는 구성의 어떤 부분이 제외되는지 보여주는 표시기도 포함되어 있다.
일부 TLR은 교환 가능한 렌즈를 가지고 있었지만, 이 렌즈들은 쌍을 이루어야 했기 때문에 상대적으로 무거웠고 SLR이 지원할 수 있는 초점 거리의 범위를 제공하지 못했다. 대부분의 TLR은 120개 또는 220개의 필름을 사용했다. 일부는 작은 127개의 필름을 사용했다.

### 콤팩트 카메라
인스턴트 카메라

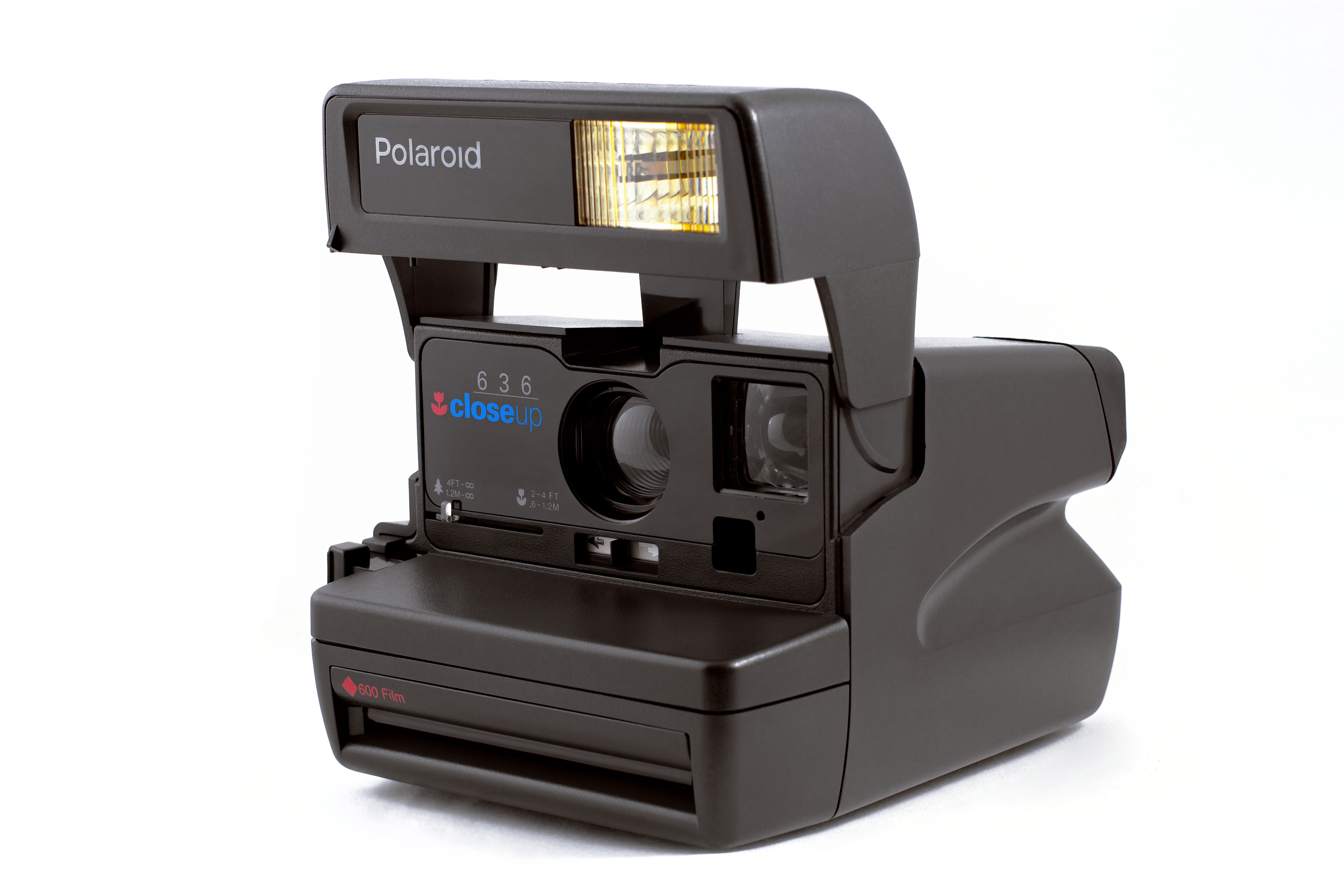
폴라로이드 636 클로즈업 즉석카메라(인스턴트카메라)

노출 후 모든 사진은 인스턴트 카메라 내부의 핀치 롤러를 통해 촬영된다. 따라서 '샌드위치' 용지에 포함된 현상액 페이스트가 이미지에 배포된다. 1분 후에 커버 시트를 제거하면 고정된 형식의 원본 긍정 이미지가 하나 생성된다. 일부 시스템에서는 즉각적인 이미지 네거티브를 생성할 수 있으며, 이를 통해 사진 연구소에서 복사본을 만들 수 있다. 궁극적으로 개발된 것은 폴라로이드의 SX-70 시스템으로, 사진에서 커버 시트를 제거하지 않고도 열 발의 샷(엔진 구동)을 할 수 있었다. 다양한 형식의 인스턴트 카메라뿐만 아니라 중대형 카메라의 인스턴트 필름 사용을 위한 어댑터도 있었다.

초소형 카메라

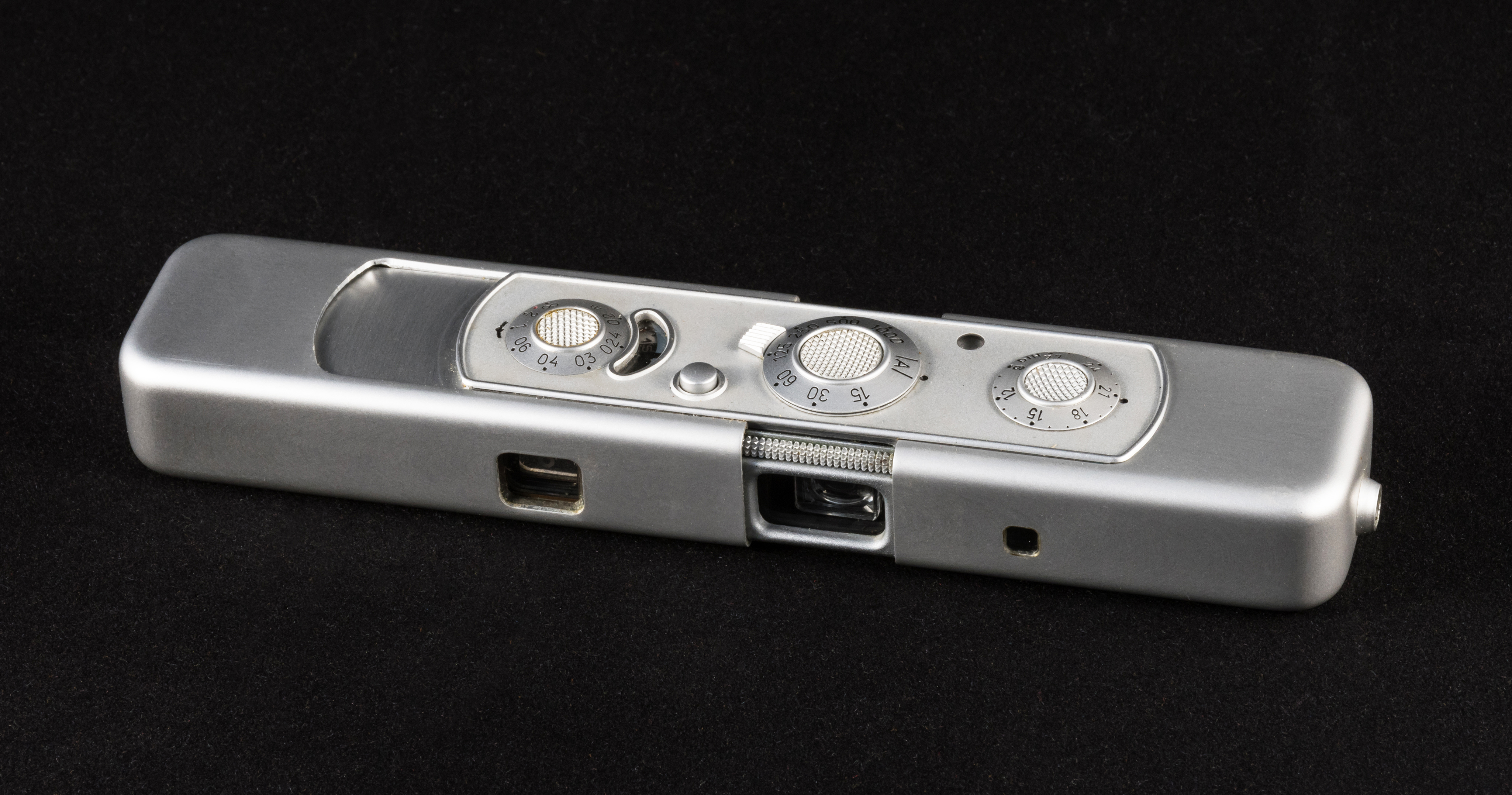
2016년 미녹스 C 8

초소형 카메라는 20세기에 처음 제작되었으며 35mm보다 훨씬 작은 필름을 사용한다. 1937년부터 1976년까지 회사에서 생산한 유일한 종류의 카메라인 값비싼 8×11mm 미녹스는 매우 널리 알려졌고 종종 스파이 활동에 사용되었다 (미녹스 회사는 나중에 더 큰 카메라도 생산했다.) 나중에 일반적인 사용을 위해 저렴한 소형 미니어처가 만들어졌고, 일부는 16mm 영화 필름을 사용했다. 이러한 작은 필름 크기의 이미지 품질은 제한적이었다.

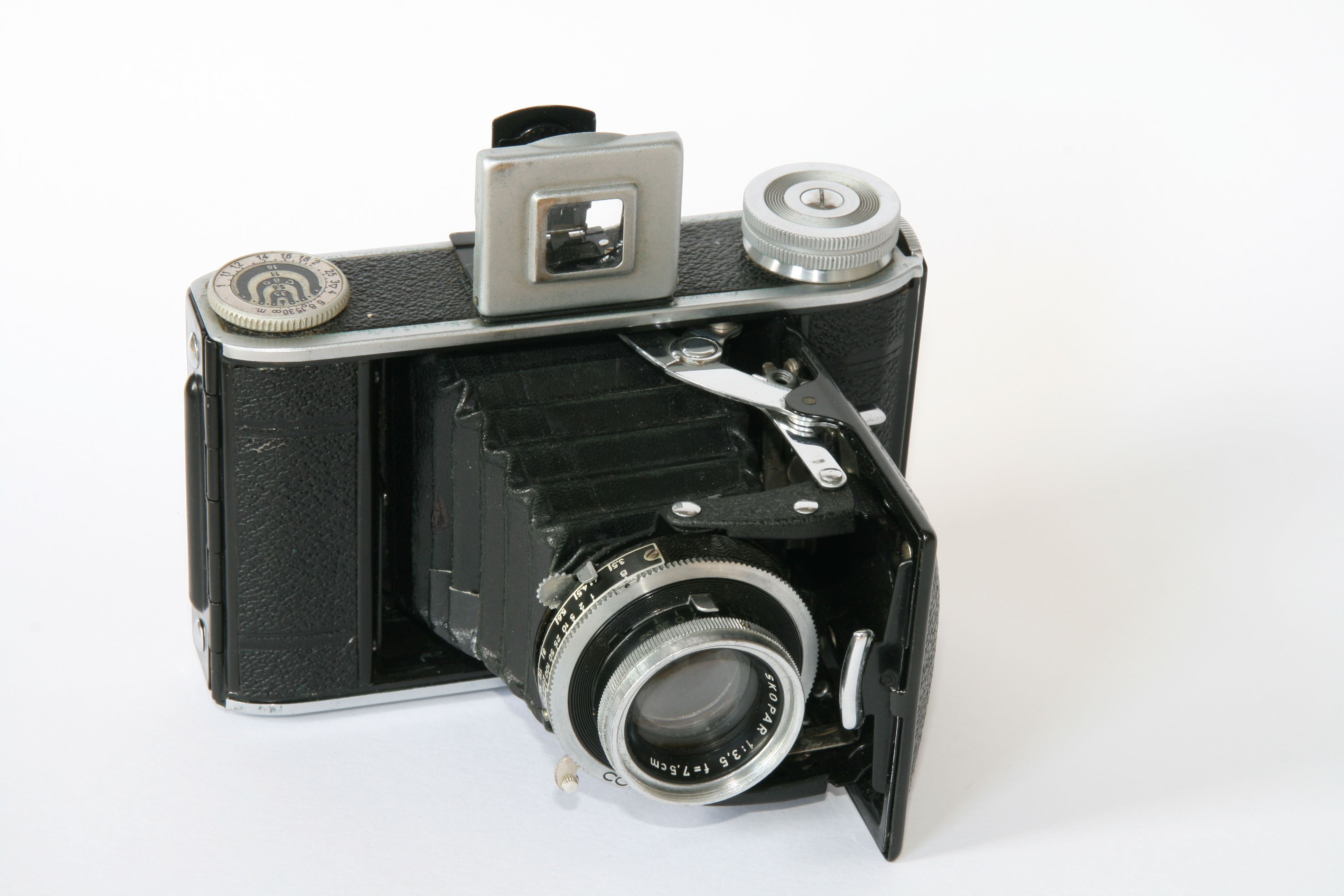
접이식 카메라

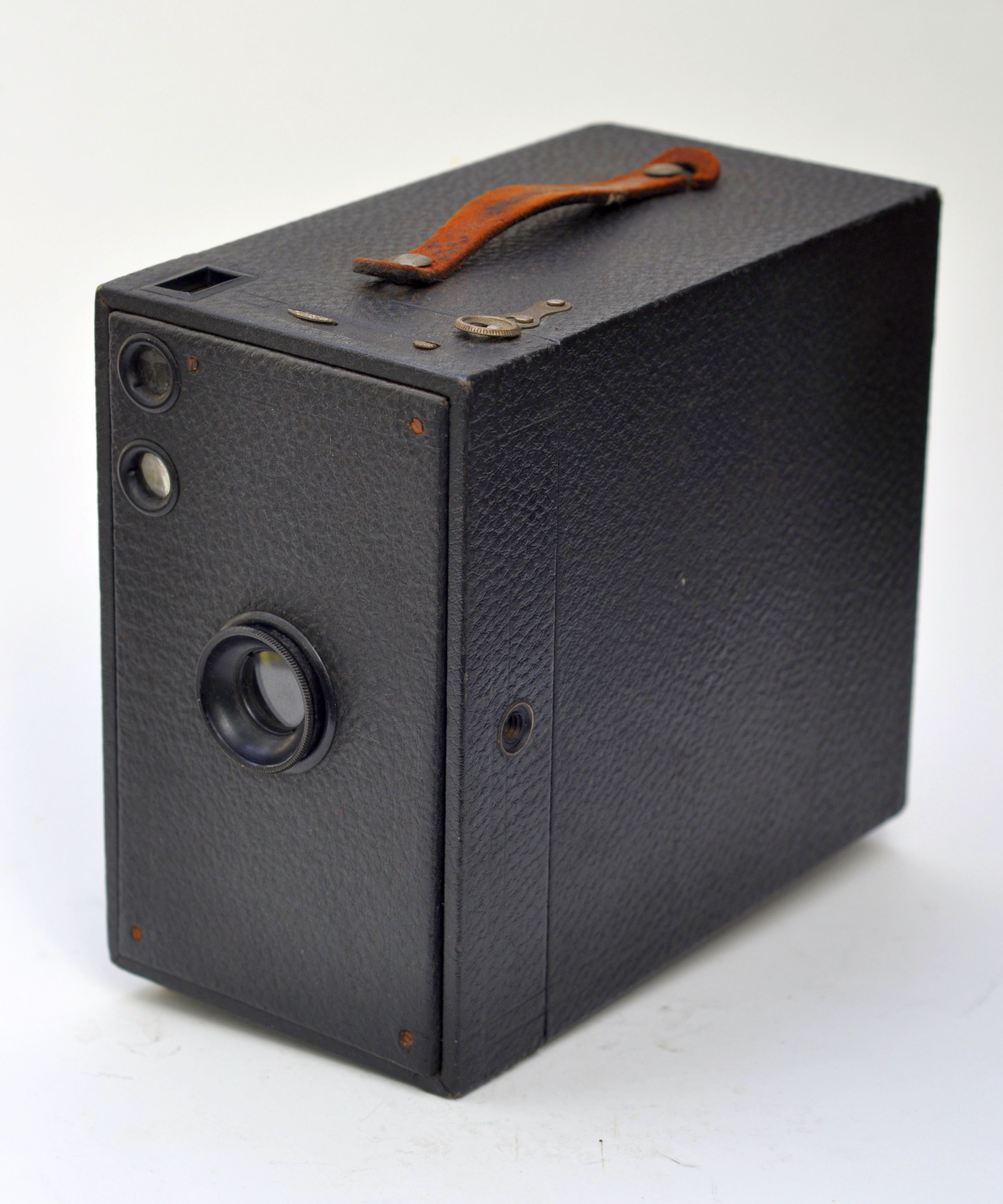
No.2C 브라우니 카메라, 모델 A - 1

필름의 도입으로 플레이트 카메라의 기존 디자인은 훨씬 더 작아지고 베이스 플레이트가 접혀져 벨로우즈를 압축할 수 있도록 힌지로 연결될 수 있었다. 이 디자인들은 매우 작고 작은 모델들은 조끼 포켓 카메라라고 불렸다. 접이식 롤 필름 카메라는 다른 디자인보다 컴팩트한 접이식 플레이트 카메라가 선행되었다.
박스 카메라는 예산 수준의 카메라로 도입되었으며 제어 장치가 거의 없었다. 원래 박스 브라우니 모델은 카메라 상단에 작은 반사식 뷰파인더가 장착되어 있었고 조리개나 초점 조절 장치가 없고 간단한 셔터만 있었다. 브라우니 127과 같은 후기 모델은 렌즈의 결함의 영향을 줄이기 위해 곡선 필름 경로와 함께 더 큰 직접 뷰 광학 뷰파인더를 가지고 있었다.

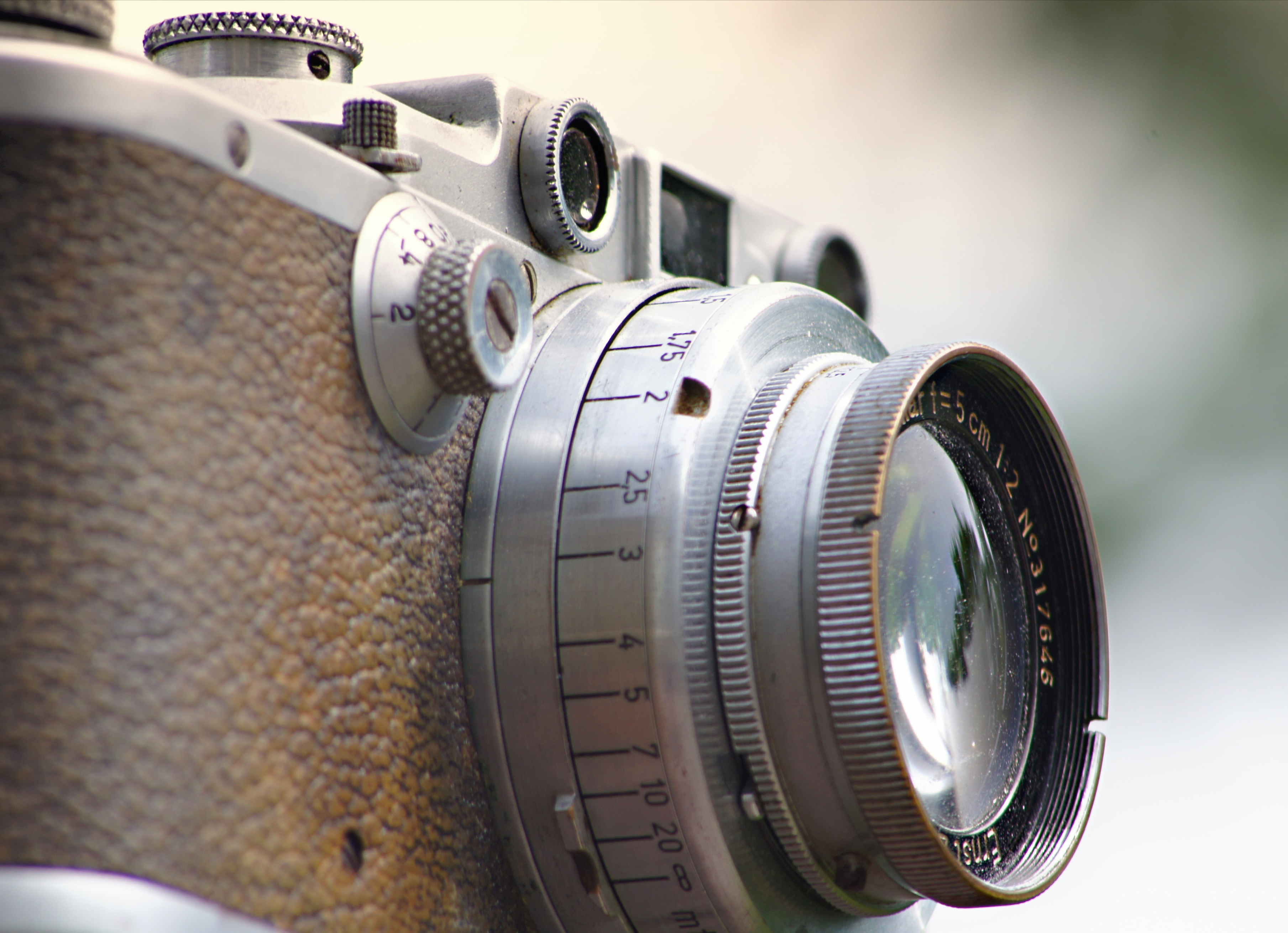
거리 측정기 카메라, 라이카, 1936년

### 거리 측정기 카메라
카메라 렌즈 기술이 발전하고 넓은 조리개 렌즈가 보편화되면서 초점을 더 정확하게 맞추기 위해 거리 측정기 카메라가 도입되었다. 초기 레인지 파인더는 두 개의 뷰파인더 창을 가지고 있었는데, 그 중 하나는 포커스 메커니즘에 연결되어 있고 포커스 링이 회전함에 따라 오른쪽 또는 왼쪽으로 이동한다. 두 개의 개별 이미지가 그라운드 글라스 보기 화면에 함께 표시된다. 촬영 중인 개체의 수직선이 결합된 이미지에서 정확히 만날 때 개체는 초점이 맞춰진다. 일반 컴포지션 뷰파인더도 제공된다. 나중에 뷰파인더와 거리파인더가 합쳐졌다. 많은 거리 측정기 카메라는 서로 교환할 수 있는 렌즈를 가지고 있었고, 각 렌즈는 거리 측정기와 뷰 측정기 연결을 필요로 했다.
거리 측정기 카메라는 하프프레임과 풀프레임 35mm, 롤필름(중형)으로 제작되었다.

### 동영상 카메라
동영상 카메라 또는 비디오 카메라는 일반적으로 초당 24프레임의 속도로 일련의 정적 이미지를 빠르게 연속적으로 기록한다는 점을 제외하고는 스틸 카메라와 유사하게 작동한다. 영상이 순서대로 결합되어 표시되면 움직임의 착각이 발생한다.:4
많은 이미지를 순차적으로 캡처하는 카메라는 유럽에서 무비 카메라 또는 비신 카메라로 알려져 있다. 단일 이미지를 위해 설계된 카메라는 스틸 카메라이다. 그러나 특수 효과 작업에서 움직이는 이미지를 캡처하는 데 스틸 카메라가 자주 사용되고 많은 최신 카메라가 스틸과 모션 녹화 모드 사이를 빠르게 전환할 수 있기 때문에 이러한 범주가 겹친다.
시네 카메라 또는 무비 카메라는 이미지 센서 또는 필름에 사진의 빠른 시퀀스를 촬영한다. 한 번에 하나의 스냅샷을 캡처하는 스틸 카메라와 달리 시네 카메라는 간헐적인 메커니즘을 사용하여 프레임이라고 불리는 일련의 이미지를 촬영한다.
프레임은 나중에 시네 프로젝터에서 프레임 속도(초당 프레임 수)라고 하는 특정 속도로 재생된다. 보는 동안, 사람의 눈과 뇌는 움직임의 환상을 만들기 위해 분리된 그림들을 병합한다. 최초의 시네 카메라는 1888년경에 만들어졌고 1890년까지 여러 종류가 제조되었다. 시네 카메라의 표준 필름 크기는 35mm 필름으로 빠르게 확립되었으며 디지털 시네마토그래피로 전환될 때까지 사용되었다. 다른 전문적인 표준 형식에는 70mm 필름과 16mm 필름이 포함되지만 아마추어 영화 제작자들은 디지털 형식으로 전환하기 전에 9.5mm 필름, 8mm 필름 또는 표준 8과 슈퍼 8을 사용했다.
시네 카메라의 크기와 복잡성은 카메라에 필요한 용도에 따라 크게 다르다. 일부 전문 장비는 매우 크고 무거워서 휴대할 수 없는 반면, 일부 아마추어 카메라는 한 손으로 조작하기에 매우 작고 가볍다.

전문가용 비디오 카메라

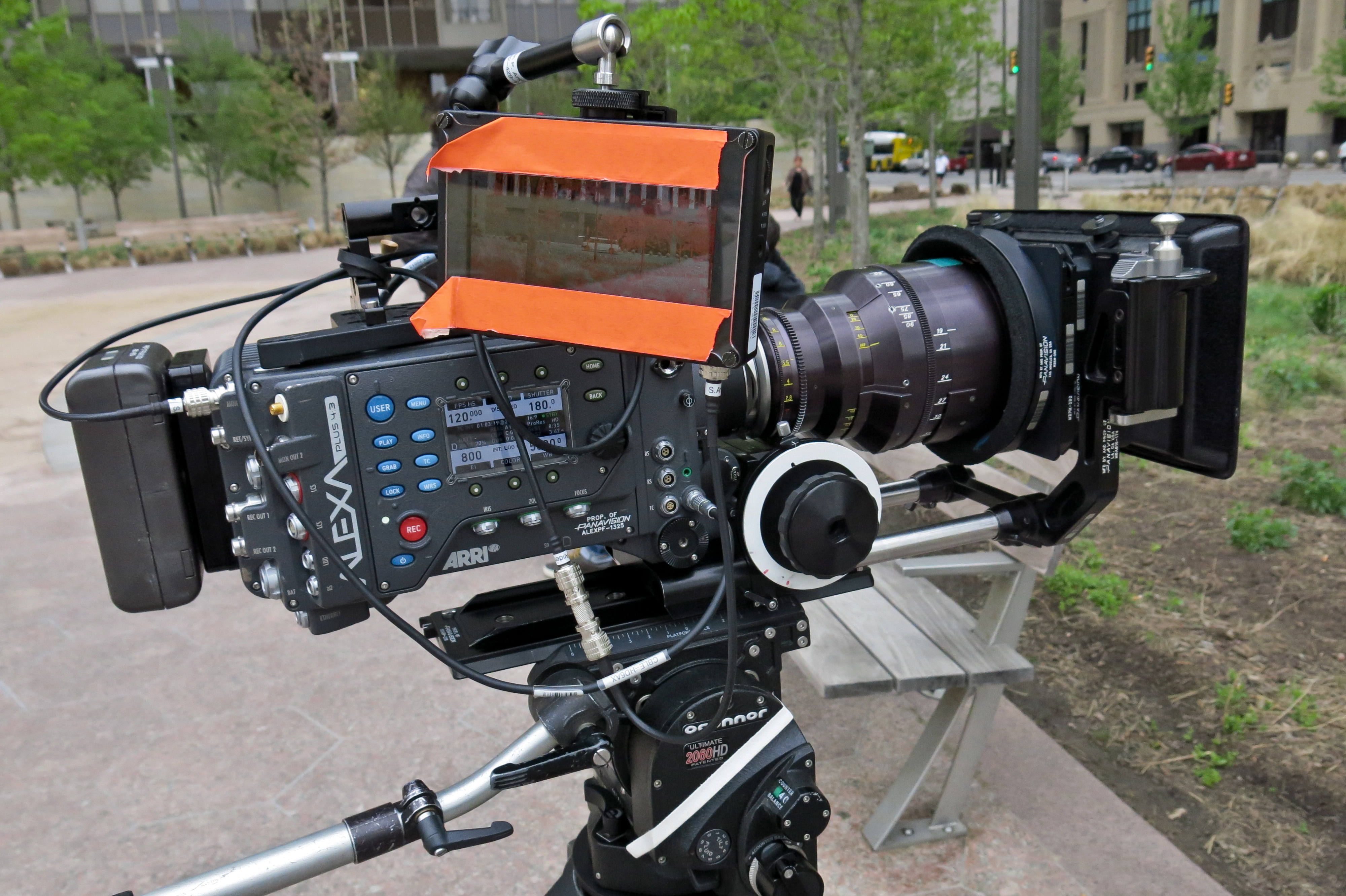
디지털 영화 카메라 아리 알렉사

전문 비디오 카메라(텔레비전 카메라라고 함)는 전자 동영상을 만들기 위한 고급 장치이다(이전에 영상을 필름에 기록한 영화 카메라와는 대조적으로). 원래는 텔레비전 스튜디오에서 사용하기 위해 개발되었지만, 현재는 뮤직 비디오, 비디오 다이렉트 투 비디오 영화, 기업 및 교육용 비디오, 결혼 비디오 등에도 사용된다.
이 카메라들은 이전에 진공관과 나중에 전자 이미지 센서를 사용했다.

캠코더

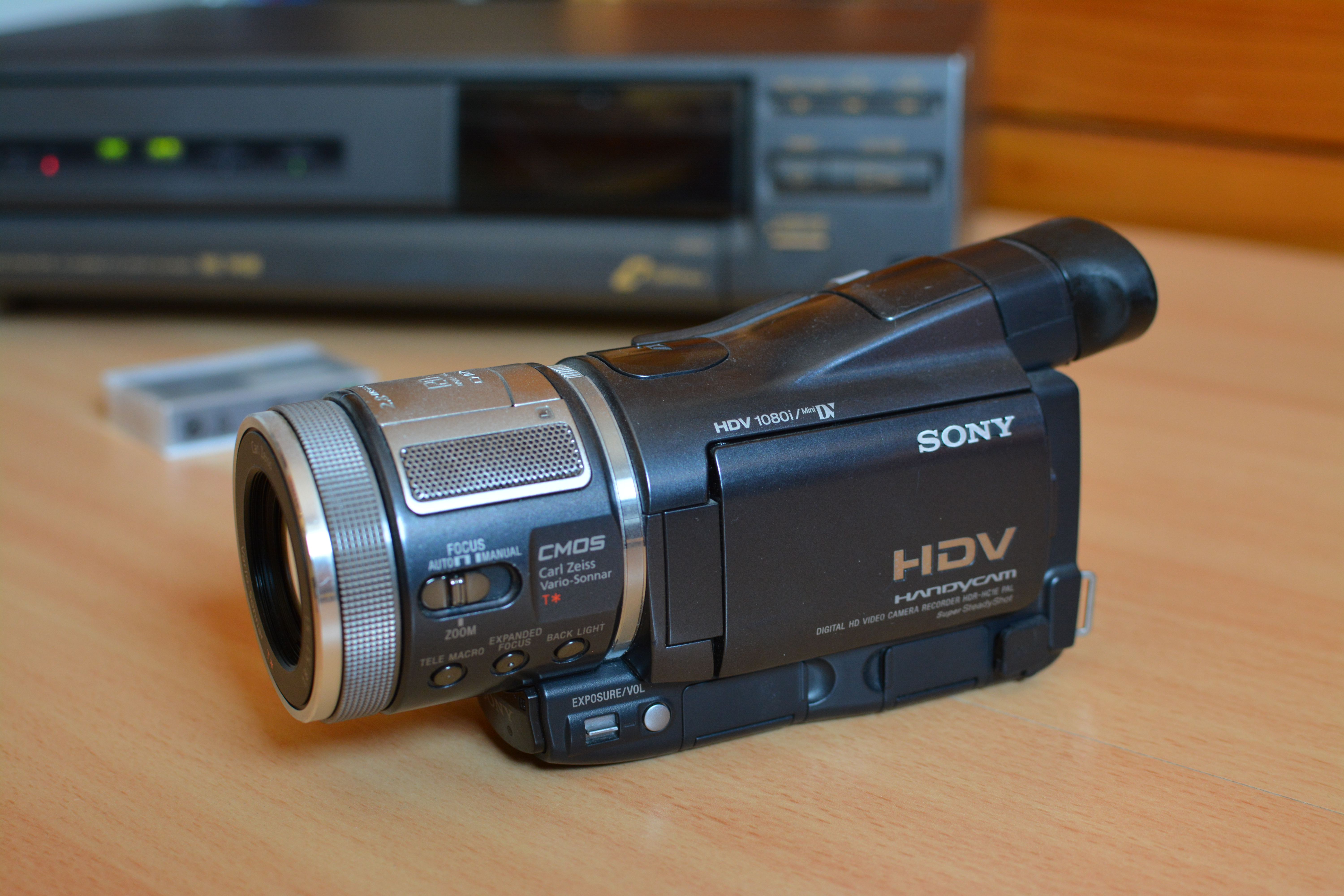
소니 HDR-HC1E, HDV 캠코더

캠코더는 비디오 카메라와 비디오 레코더를 결합한 전자 장치이다. 마케팅 자료는 "캠코더"라는 구어적인 용어를 사용할 수 있지만, 패키지와 설명서의 이름은 종종 "비디오 카메라 레코더"이다. 비디오를 녹화할 수 있는 대부분의 장치는 카메라 폰과 디지털 카메라이다. "캠코더"라는 용어는 비디오 캡처 및 녹화 기능이 있는 휴대용 자급식 장치를 설명하는 데 사용된다.

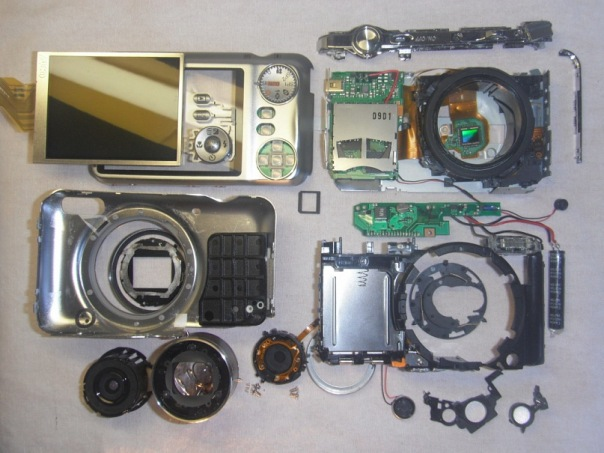
분리(해체)된 디지털 카메라

### 디지털 카메라
디지털 카메라는 디지털 이미지와 비디오를 인코딩하고 나중에 재생할 수 있도록 저장하는 카메라이다. 그들은 일반적으로 반도체 이미지 센서를 사용한다. 오늘날 판매되는 대부분의 카메라는 디지털이며, 휴대폰(카메라폰이라고 함)에서 차량에 이르기까지 다양한 장치에 통합되어 있다.
디지털 카메라와 필름 카메라는 광학 시스템을 공유하며, 일반적으로 가변 조리개 렌즈를 사용하여 빛을 촬영 장치에 초점을 맞춘다. 조리개와 셔터는 필름과 마찬가지로 이미저에 정확한 양의 빛을 허용하지만 이미지 픽업 장치는 화학 물질이 아닌 전자 장치이다. 그러나 필름 카메라와 달리 디지털 카메라는 캡처되거나 녹화된 직후 화면에 이미지를 표시하고 메모리에서 이미지를 저장 및 삭제할 수 있다. 대부분의 디지털 카메라는 소리와 함께 움직이는 비디오를 녹화할 수도 있다. 일부 디지털 카메라는 사진을 잘라내고 꿰매고 다른 기본 이미지 편집을 수행할 수 있다.
소비자들은 1990년대에 디지털 카메라를 채택했다. 전문 비디오 카메라는 2000년대에서 2010년대 사이에 디지털로 전환되었다. 마침내, 영화 카메라는 2010년대에 디지털로 전환되었다.
디지털 전자 장치를 사용하여 이미지를 캡처하고 저장하는 첫 번째 카메라는 1975년 코닥 엔지니어 스티븐 새슨에 의해 개발되었다. 그는 Fairchild Semiconductor가 제공하는 CCD(Charge-Coupled Device)를 사용했는데, CCD는 이미지를 캡처하기 위해 0.01 메가픽셀만 제공했다. Sasson은 CCD 장치를 영화 카메라 부품과 결합하여 흑백 이미지를 카세트 테이프에 저장하는 디지털 카메라를 만들었다.:442 그런 다음 카세트에서 이미지를 읽고 TV 모니터로 보았다.:225 나중에, 카세트 테이프는 플래시 메모리로 대체되었다.
1986년, 일본 회사 니콘은 아날로그 녹화 전자 일안 반사 카메라인 니콘 SVC를 출시했다.
최초의 풀프레임 디지털 SLR 카메라는 2000년부터 2002년까지 일본에서 개발되었다: 펜탁스의 MZ-D, 콘탁스의 일본 R6D 팀의 N 디지털, 그리고 캐논의 EOS-1D. 2000년대 들어, 풀프레임 DSLR은 전문가용 사진기의 지배적인 카메라 유형이 되었다.
대부분의 디지털 카메라에서는 LCD(액정 디스플레이)를 통해 사용자가 녹화할 장면과 ISO 속도, 노출 및 셔터 속도와 같은 설정을 볼 수 있다.:12:6–7

카메라 폰

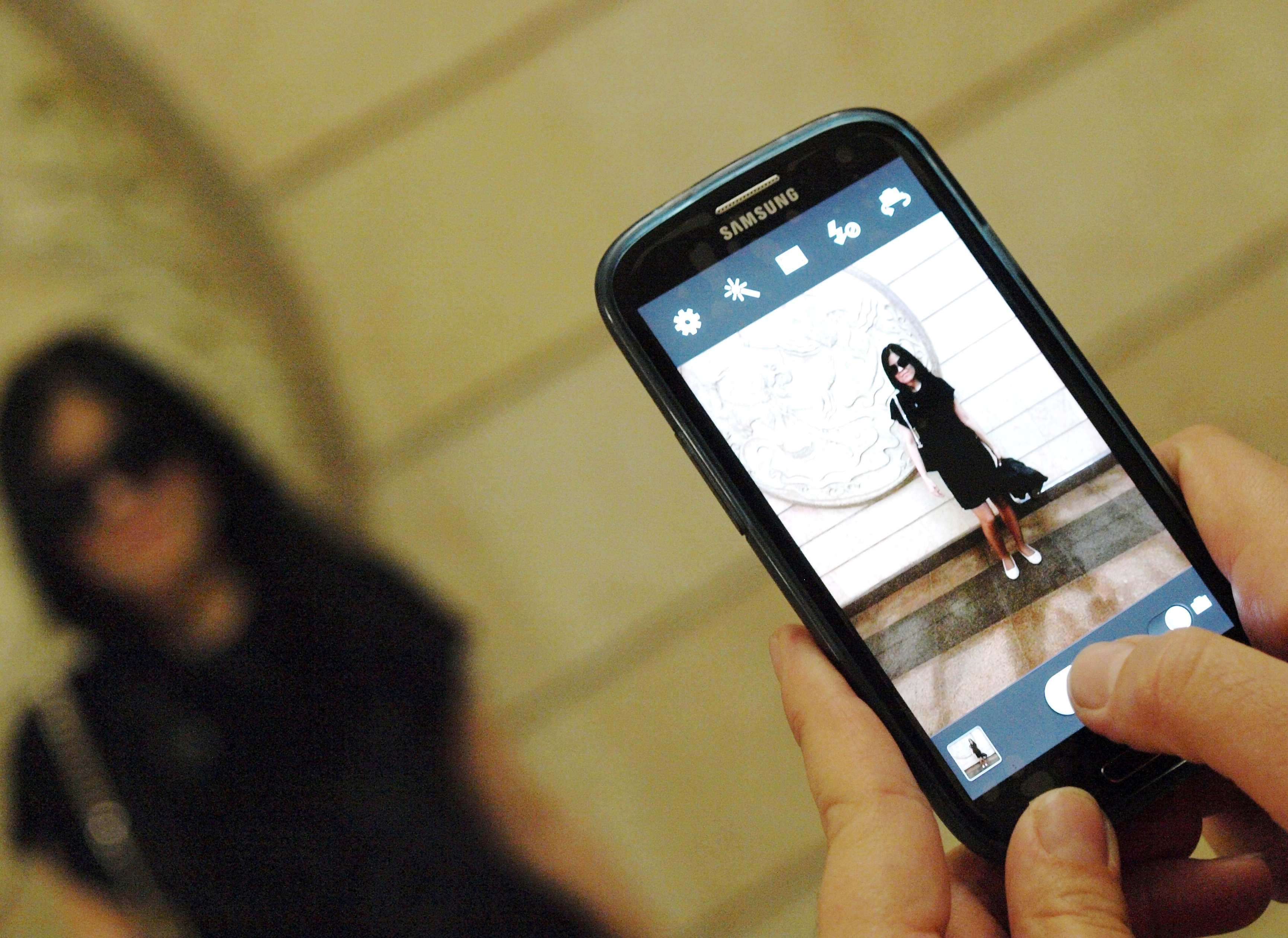
카메라가 내장된 스마트폰

2000년, 샤프는 일본에서 세계 최초의 디지털 카메라 폰인 J-SH04 J-Phone을 선보였다. 2000년대 중반까지, 고급 휴대전화는 통합 디지털 카메라를 가지고 있었고, 2010년대 초까지, 거의 모든 스마트폰은 통합 디지털 카메라를 가지고 있었다.

## 구조

일안 반사식 카메라의 구조

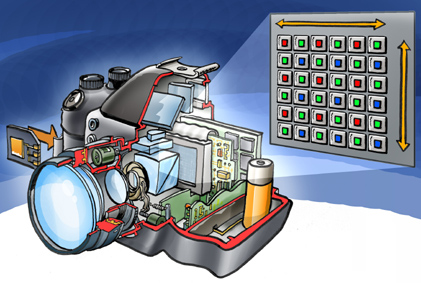
디지털 카메라의 구조

사진기는 가시광선의 빛과 함께 또는 전자기 스펙트럼의 다른 부분들과 함께 동작한다. 카메라는 빛을 받아들이는 집광부(렌즈)와 받아들인 빛을 이미지로 담는 촬상부(바디), 그리고 여러 가지 상태를 조절하는 부품(셔터, 조리개 등)들로 이루어져 있다.

### 집광부(렌즈)

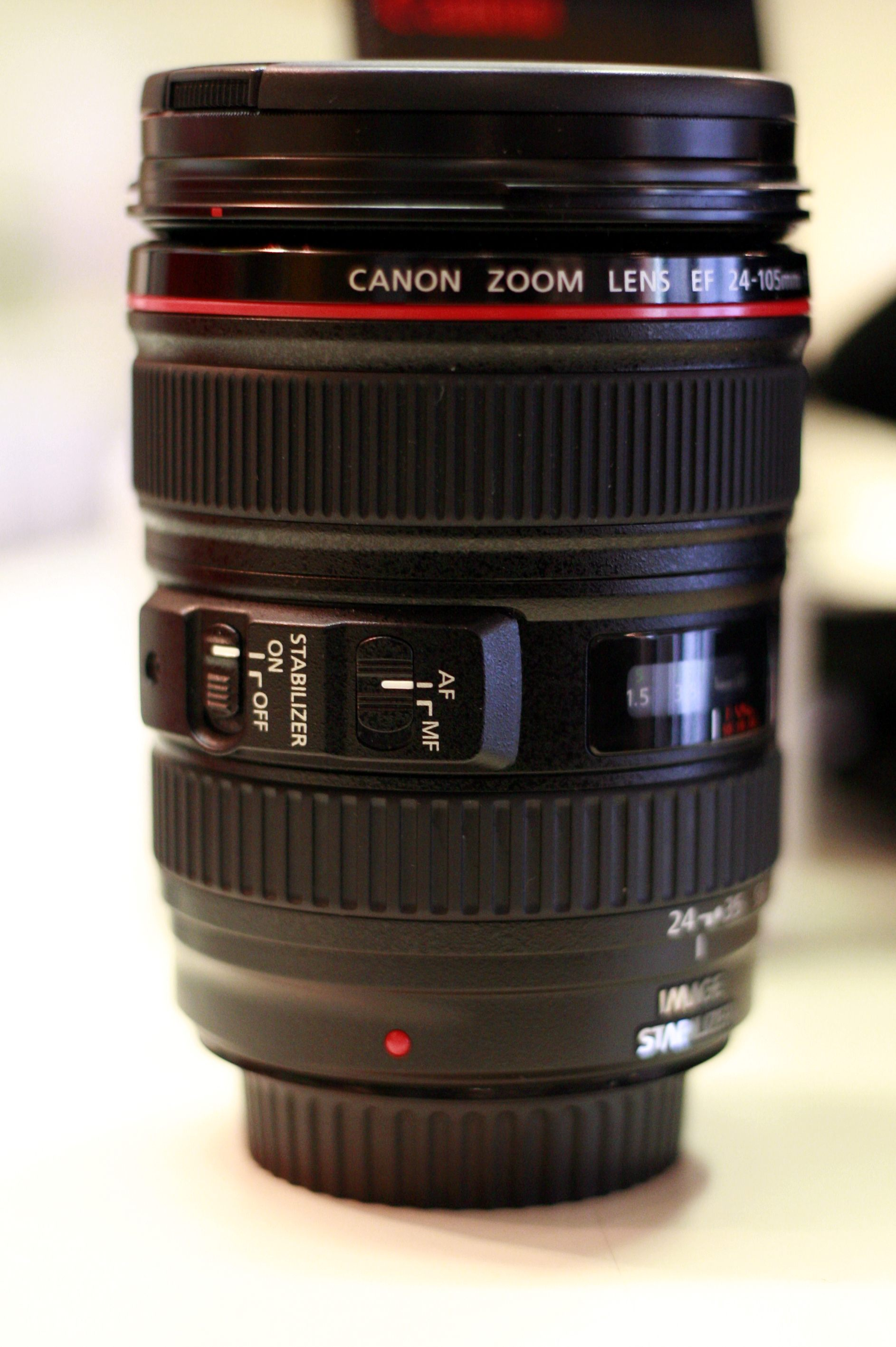
카메라 렌즈

집광부는 빛을 받아 들여 촬상부에 상이 맺히게 하는 역할을 한다. 바늘구멍 사진기처럼 단순한 작은 구멍에서부터 여러 종류의 다중 렌즈를 이용하는 복잡한 것까지 다양한 방식이 있다. 일반적인 사진기의 집광부는 렌즈와 조리개로 이루어져 있으며 명료한 상을 얻기 위해 렌즈의 거리를 조절하는 장치가 부착되어 있다. 집광부는 일반적으로 사진 렌즈라 부르기도 한다.

### 촬상부(바디)
촬상부는 집광부로부터 들어온 빛에 의해 생긴 상이 맺히는 부분이다.
필름 카메라는 이 촬상부에 감광성이 있는 필름을 놓아 촬상하고 이를 현상 및 인화하여 사진을 만든다.
디지털 카메라는 촬상부에 빛의 신호를 전기신호로 바꾸는 장치 (CMOS, CCD 등)를 놓아, 전기신호로 바뀐 디지털 이미지를 여러 형식의 이미지 파일로 저장매체에 저장한다.

### 조절장치
카메라에는 원하는 이미지를 얻기 위한 여러 종류의 조절장치가 부착되어 있다. 집광부의 구멍크기를 조절하는 조리개와 빛을 받아들이거나 차단하는 셔터 등이 대표적이다. 밝은 곳에서는 조리개를 좁혀 빛의 양을 줄이고 어두운 곳에서는 조리개를 열어 빛의 양을 늘리며 셔터 스피드의 조절로 적당한 촬상이 가능하다. 셔터의 속도를 빠르게 하면 운동선수의 빠른 움직임을 정지화면으로 촬영할 수 있다. 그 밖에 어두운 곳에서 촬영하기 위한 플래시, 촬영할 대상을 미리 살피는 뷰파인더와 같은 장치가 기본적인 조절장치이다. 이 외에도 연속촬영기능 파노라마 촬영기능 등을 제공하기도 한다.

## 종류
- 바늘구멍 사진기
- 일안 반사식 카메라 (single-lens reflex camera)
- 이안 반사식 카메라 (twin-lens reflex camera)
- 거리계연동카메라 (range finder camera)
- 디지털 카메라
- 비디오 카메라 (video camera)
- 무비 카메라 (movie camera)
- 뷰 카메라
- 파노라마 사진기 (panorama camera)

## 같이 보기
- 사진
- 감광 속도
- 자동 초점
- 시네마토그래프
- 휴대 전화

## 참고 문헌
- Gustavson, Todd (2009). 《Camera: a history of photography from daguerreotype to digital》. New York: Sterling Publishing Co., Inc. ISBN 978-1-4027-5656-6.
- Gustavson, Todd (2011년 11월 1일). 《500 Cameras: 170 Years of Photographic Innovation》. Toronto, Ontario: Sterling Publishing, Inc. ISBN 978-1-4027-8086-8.